# Soncourt-sur-Marne
Soncourt-sur-Marne là một xã thuộc tỉnh Haute-Marne trong vùng Grand Est đông bắc nước Pháp. Dân số thống kê năm 2006 là 403 người.